# Telestacicola xenophiothricis
Telestacicola xenophiothricis is een eenoogkreeftjessoort uit de familie van de Rhynchomolgidae. De wetenschappelijke naam van de soort is voor het eerst geldig gepubliceerd in 2004 door Doignon, Deheyn & Fiers.